# Vukovi
Vukovi (stiliseret som VUKOVI ) er et skotsk rockband  fra Kilwinning, North Ayrshire, Skotland. Bandet udgav deres debutalbum VUKOVI den 10. marts 2017. Deres andet album Fall Better blev udgivet den 24. januar 2020.

## Medlemmer

### Nuværende medlemmer
- Janine Shilstone - vokal (2010 –)
- Hamish Reilly - leadguitar (2010 –)

### Tidligere medlemmer
- Jason Trotter - bas (2010-2018)
- Colin Irving - trommer (2012-2018)
- Martin Lynch - trommer (2010-2012)

## Diskografi
| Titel       | Album detaljer                                                                                               | Certificeringer |
| ----------- | --- | --------------- |
| VUKOVI      | - Udgivet: 10. marts 2017 - Pladeselskab: LAB Records - Formater: CD, digital download, musikstreaming       |                 |
| Fall Better | - Udgivet: 24. januar 2020 - Pladeselskab: VKVI Records - Formater: CD, LP, digital download, musikstreaming |                 |

## Eksterne links
- Officiel hjemmeside
- Vukovi on Discogs